# 서파키스탄
서파키스탄(우르두어: مغربى پاکستان, 벵골어: পশ্চিম পাকিস্তান, 영어: West Pakistan)은 1947년 8월 14일부터 1970년 7월 1일까지 현재의 파키스탄에 존재했던 파키스탄의 구성국이다.
1947년 파키스탄 자치령이 영국으로부터 분리 독립하면서 신설되었다. 서파키스탄은 카이베르파크툰크와 주, 펀자브 주(서펀자브 주), 신드 주, 발루치스탄 주, 카라치 연방 수도 지구, 연방 직할 부족 지역로 구성되었으며 동파키스탄은 현재의 방글라데시를 구성했다.
1954년 12월 1일 파키스탄이 공화정을 선포하면서 원 유닛 계획에 의해 단일 자치 구역이 되었다. 1970년 원 유닛 계획이 폐지되면서 행정구역이 아닌, 권역으로서 존재하게 되었다. 1971년 동파키스탄은 파키스탄과의 방글라데시 독립 전쟁을 통해 독립하면서 방글라데시를 수립했으며 서파키스탄만 파키스탄으로 남게 되었다.

## 같이 보기
방글라데시☜동파키스탄